# Neolitsea tomentosa
Neolitsea tomentosa är en lagerväxtart som beskrevs av Hsi Wen Li. Neolitsea tomentosa ingår i släktet Neolitsea och familjen lagerväxter. Inga underarter finns listade i Catalogue of Life.